# 주상초등학교 완대분교
주상초등학교 완대분교는 경상남도 거창군 주상면 주곡로 1228에 있었던 초등학교 분교이다.

## 연혁
- 1934.04.20. 주상공립보통학교 완대간이학교로 개교
- 1943.04.20. 주상제2공립국민학교로 개칭
- 1947.10.01. 완대국민학교로 개칭
- 1997.02.20. 주상초등학교로 통폐합